# Markevitchielinus anchoratus
Markevitchielinus anchoratus is een eenoogkreeftjessoort uit de familie van de Chondracanthidae. De wetenschappelijke naam van de soort is voor het eerst geldig gepubliceerd in 1975 door Titar.